# امانوئل در آمریکا
امانوئل در آمریکا (انگلیسی: Emanuelle in America) یک فیلم سکسنتفاعی به کارگردانی جو داماتو است که در سال ۱۹۷۶ منتشر شد.

## بازیگران
- لورا خمسر
- گابریله تینتی
- راجر براون
- مارینا هدمن
- ریکاردو سالوینو
- استفانیا نوچیلی
- پائولا سناتوره
- سالواتوره باکارو
- اولا یوهانسن
- لورن دِ سِلِه